# Симон Поульсен
Симон Поульсен (дан. Simon Poulsen, нар. 7 жовтня 1984, Сеннерборг) — данський футболіст, півзахисник, захисник клубу «Сеннер'юск».
Також відомий виступами за клуби «Мідтьюлланд», АЗ (Алкмар) та національну збірну Данії.
Чемпіон Данії. Чемпіон Нідерландів. 

## Клубна кар'єра
Вихованець футбольної школи клубу «Улькебель».
У дорослому футболі дебютував 2002 року виступами за команду клубу «Сеннер'юск», в якій провів три сезони, взявши участь лише у 5 матчах чемпіонату. 
Своєю грою за цю команду привернув увагу представників тренерського штабу клубу «Мідтьюлланд», до складу якого приєднався 2005 року. Відіграв за команду з Гернінга наступні два сезони своєї ігрової кар'єри. Більшість часу, проведеного у складі «Мідтьюлланда», був основним гравцем команди.
До складу нідерландського АЗ приєднався 2008 року. Наразі встиг відіграти за команду з Алкмара 80 матчів в національному чемпіонаті.

## Виступи за збірні
2002 року дебютував у складі юнацької збірної Данії, взяв участь у 7 іграх на юнацькому рівні.
Протягом 2003–2006 років залучався до складу молодіжної збірної Данії. На молодіжному рівні зіграв у 18 офіційних матчах, забив 1 гол.
2008 року дебютував в офіційних матчах у складі національної збірної Данії. Наразі провів у формі головної команди країни 18 матчів.
У складі збірної був учасником чемпіонату світу 2010 року у ПАР.

## Титули і досягнення
- Чемпіон Данії (1):

«Мідтьюлланд»: 2004–05
- Чемпіон Нідерландів (1):

АЗ: 2008–09